# Ричу (комуна)
Ричу (рум. Râciu) — комуна у повіті Муреш в Румунії. До складу комуни входять такі села (дані про населення за 2002 рік):
- Валя-Синмертінулуй (171 особа)
- Валя-Сяке (21 особа)
- Валя-Улієшулуй (44 особи)
- Кечулата (172 особи)
- Коаста-Маре (162 особи)
- Которінау (19 осіб)
- Куреце (12 осіб)
- Леніш (188 осіб)
- Німа-Ричулуй (214 осіб)
- Обиршіє (3 особи)
- Пириу-Кручій (151 особа)
- Ричу (1509 осіб) — адміністративний центр комуни
- Синмертіну-де-Кимпіє (480 осіб)
- Улієш (554 особи)
- Хагеу (52 особи)

Комуна розташована на відстані 283 км на північний захід від Бухареста, 20 км на північний захід від Тиргу-Муреша, 61 км на схід від Клуж-Напоки, 148 км на північний захід від Брашова.

## Населення
За даними перепису населення 2002 року у комуні проживали 3752 особи.
Національний склад населення комуни:
| Національність | Кількість осіб | Відсоток |
| -------------- | -------------- | -------- |
| румуни         | 3343           | 89,1%    |
| цигани         | 290            | 7,7%     |
| угорці         | 119            | 3,2%     |

Рідною мовою назвали:
| Мова      | Кількість осіб | Відсоток |
| --------- | -------------- | -------- |
| румунська | 3562           | 94,9%    |
| угорська  | 115            | 3,1%     |
| циганська | 75             | 2,0%     |

Склад населення комуни за віросповіданням:
| Релігія        | Кількість осіб | Відсоток |
| -------------- | -------------- | -------- |
| православні    | 3259           | 86,9%    |
| греко-католики | 234            | 6,2%     |
| реформати      | 97             | 2,6%     |
| п'ятдесятники  | 65             | 1,7%     |
| баптисти       | 18             | 0,5%     |
| римо-католики  | 14             | 0,4%     |
| адвентисти     | 9              | 0,2%     |
| унітарії       | 6              | 0,2%     |
| не релігійні   | 4              | 0,1%     |
| атеїсти        | 2              | 0,1%     |